# Поске, Ганс-Георг Фридрих
Ганс-Георг Фридрих Поске «Фриц» (нем. Hans-Georg Friedrich «Fritz» Poske; 23 октября 1904, Берлин-Шонеберг — 1 октября 1984, Вахтберг, близ Бонна) — немецкий офицер-подводник, капитан 1-го ранга (1 октября 1943 года).

## Биография
1 апреля 1925 года поступил на флот кадетом. 1 октября 1927 года произведен в лейтенанты. Служил на миноносце «Альбатрос», легких крейсерах «Кёнигсберг» и «Нюрнберг».

## Вторая мировая война
В октябре 1940 года переведен в подводный флот.
30 июля 1941 года назначен командиром подлодки U-504 (Тип IX-C), на которой совершил 4 похода (проведя в море в общей сложности 264 суток). Во втором походе потопил 4 судна (общим водоизмещением 26 561 брт).
6 ноября 1942 года награждён Рыцарским крестом Железного креста.
Всего за время военных действий Поске потопил 16 судов общим водоизмещением 82 135 брт.
5 января 1943 года назначен командиром 1-й подводной учебной дивизии. В конце войны возглавил специальный штаб по формированию пехотных подразделений из личного состава ВМС. В мае 1945 года взят в плен. В апреле 1946 года освобожден.

## Послевоенная служба
В 1951 году поступил на службу в ВМС ФРГ. В 1963 году вышел в отставку в звании капитана 1-го ранга.